# ヒール・ザ・ワールド
「ヒール・ザ・ワールド」（Heal the World）は、アメリカの歌手、マイケル・ジャクソンが1992年に発売した楽曲。

## 概要
1985年にライオネル・リッチーと共作した「ウィ・アー・ザ・ワールド」と同じく、歌詞は人生や世界の問題をテーマにしており、今日のメディアで耳にする機会も少なくない。特に、2001年9月11日のアメリカ同時多発テロ事件直後にもよく流された。
本作のプロモーション・ビデオでは、1990年代初頭当時のアメリカやアフリカ、中華人民共和国や中東、東ヨーロッパなどで、内戦やテロリズム、一党独裁政府による抑圧や人種差別、貧困等で苦しんでいるさまざまな人種の子供たちが登場する。なお、ジャクソンはこの作品の発表を契機に、1992年に「ヒール・ザ・ワールド財団」を設立した。
作詞・作曲はマイケル・ジャクソン自身による。イントロのオーケストレーション・プレリュードの部分は、マーティ・ペイチによる。演奏時間は6分25秒。アルバムと同じ音源は7インチシングルレコード、8cmCDシングル、CDマキシシンクル12インチシングルレコードに収録されている。
シングル用にエディットした7" Editもあり演奏時間は4分32秒。更に7" Editにイントロを追加した7" Edit With Introもあり、演奏時間は4分55秒。
7" Editと記していないくてもフィリピンの7インチシングルレコード等一部の国のシングル盤では7" Editで収録されている。『King of Pop』（日本盤）には7" Editで収録された。日本盤の8cmCDシングル、プロモーションCD共にアルバムと同一音源で収録された為、7"Editは日本初音盤化と思われる。
全世界で3200万枚を売り上げた大ヒットアルバム『デンジャラス』の7曲目に収録されている。また1995年に発売されたジャクソンのベスト・アルバム『ヒストリー パスト、プレズント・アンド・フューチャー ブック1』のディスク1の最終トラック（15曲目）にも収録されている。
翌1992年にシングルカットされ、アメリカで27位、イギリスで2位を獲得した。2006年6月8日に再発売され、スペインのチャートで1位を獲得。この曲が各国のチャートで1位を獲得したのはこれが初めてである。
1993年1月に行われた第27回スーパーボウルのハーフタイム・ショーでは、数千人の子供たちと一緒にパフォーマンスを行った。この模様はミュージック・ビデオ集『DANGEROUS〜ザ・ショート・フィルム・コレクション』に収録されている。

## 収録内容

### CD

#### 3"シングル
1. Heal The World
2. She Drives Me Wild

#### 12"シングル
1. Heal The World (7" Edit)
2. Heal The World (7" Edit With Intro)
3. Heal The World (LP Version)
4. She Drives Me Wild

### レコード

#### 7"シングル
A面
1. Heal The World

B面
1. She Drives Me Wild

#### 7"シングルスペシャルエディション
A面
1. Prelude / Heal The World (7" Edit)

B面
1. She Drives Me Wild

#### 12"シングル
A面
1. Prelude / Heal The World (Album Version)
2. Wanna Be Startin' Something (Brothers In Rhythm House Mix)

B面
1. Don't Stop Till You Get Enough (Roger's Underground Solution)
2. Rock With You (Masters At Work Remix)

## カバー
- 2010年、TBS系列の『バンクーバーオリンピック』のテーマソングに使用された。
- 2011年、日本の歌手、MISIAのカバー・アルバム『MISIAの森 -Forest Covers-』に収録。
- 2011年、イギリスの歌手、コニー・タルボットのアルバム『beautiful world』に収録。
- 2015年12月25日、TBSの『クリスマスの約束』にて、小田和正と和田唱によりカバーされた[4]。
- 2016年8月、インドのフォークデュオ、Maati Baaniが、世界各国の45人の子供達によるカバーを発表[5]。
- 2021年9月4日には、日本のシンガーソングライター、藤井風が横浜国際総合競技場で行われた配信ライブ「Fujii Kaze "Free" Live 2021 at NISSAN stadium」においてピアノの弾き語りでカバー[6]。